# Himeji
Himeji (姫路市, Himeji-shi) est une ville de la préfecture de Hyōgo au Japon, célèbre pour son château.

## Géographie

### Situation
Himeji est située dans la partie ouest de la préfecture de Hyōgo, bordée par la mer intérieure de Seto au sud. Les îles Ieshima font partie du territoire de la municipalité.

### Municipalités limitrophes
| Shisō           | Kamikawa               | Ichikawa           |
| Tatsuno         | Himeji                 | Kasai              |
| Taishi, Tatsuno | mer intérieure de Seto | Kakogawa, Takasago |

### Démographie
En mai 2023, la ville de Himeji avait une population de 522 835 habitants, répartis sur une superficie de 534,44 km2 (densité de population de 993 hab/km2).

### Climat
Himeji a un climat subtropical humide caractérisé par des étés chauds et des hivers frais. La température moyenne annuelle est de 15,2 °C. La pluviométrie annuelle moyenne est de 1 527 mm, septembre étant le mois le plus humide.

## Histoire
Himeji est le centre de la province de Harima depuis l'époque de Nara. Après la bataille de Sekigahara en 1600, Ikeda Terumasa reçut un fief dans la province de Harima et établit le domaine de Himeji. Il agrandit le château de Himeji et la ville autour du château. En raison de son emplacement sur les routes San'yōdō et Inaba Kaidō, Himeji fut un bastion majeur du shogunat Tokugawa pendant le Bakumatsu.
La ville moderne de Himeji est créée le 1er avril 1889 à la suite de la mise en place du système de municipalités modernes. 
Pendant la Seconde Guerre mondiale, la ville subit deux raids aériens américains (ja) le 22 juin 1945 et dans la nuit du 3 au 4 juillet 1945. Le 22 juin, les bombardements à la bombe incendiaire par 60 B-29 de l'USAF américaine ont lieu le matin, de 9 h 46 à 10 h 37, faisant 341 morts et 10 220 sans logis. Le 3 juillet, 106 B-29 bombardent la nuit, on dénombre alors 501 sorties de ces avions. Le 4 juillet à 2 h du matin, la totalité de la ville subit un bombardement d'engins incendiaires. On dénombre 173 morts, 160 blessés, et la destruction complète par le feu de 10 300 foyers d'habitations, faisant 45 182 sans abri. Le donjon du château prend également feu, mais il n'est pas détruit.
Himeji obtient le statut de ville noyau en 1996.

## Culture locale et patrimoine
Le château de Himeji, le plus visité au Japon, date du XVIe siècle (époque de Muromachi) et est inscrit sur la liste du patrimoine mondial de l'UNESCO.
Le cimetière Nagoyama (名古山霊苑, Nagoyama reien) est un cimetière comportant une imposante stüpa, visible depuis le château.
Tous les ans, dans le village de Shirahama (ja), situé sur le territoire de la municipalité, a lieu la fête dite Nada no henka matsuri, les 14 et 15 octobre.
L'entrée du parc zoologique municipal d'Himeji (姫路市立動物園) est située dans la basse-cour du château. La ville possède également un aquarium, l'aquarium municipal de Himeji.
Le musée municipal des beaux-arts de Himeji (ja) (姫路市立美術館) est situé à l'est du château. Le sanctuaire shinto de Himeji (ja) (姫路神社) est situé entre les deux.

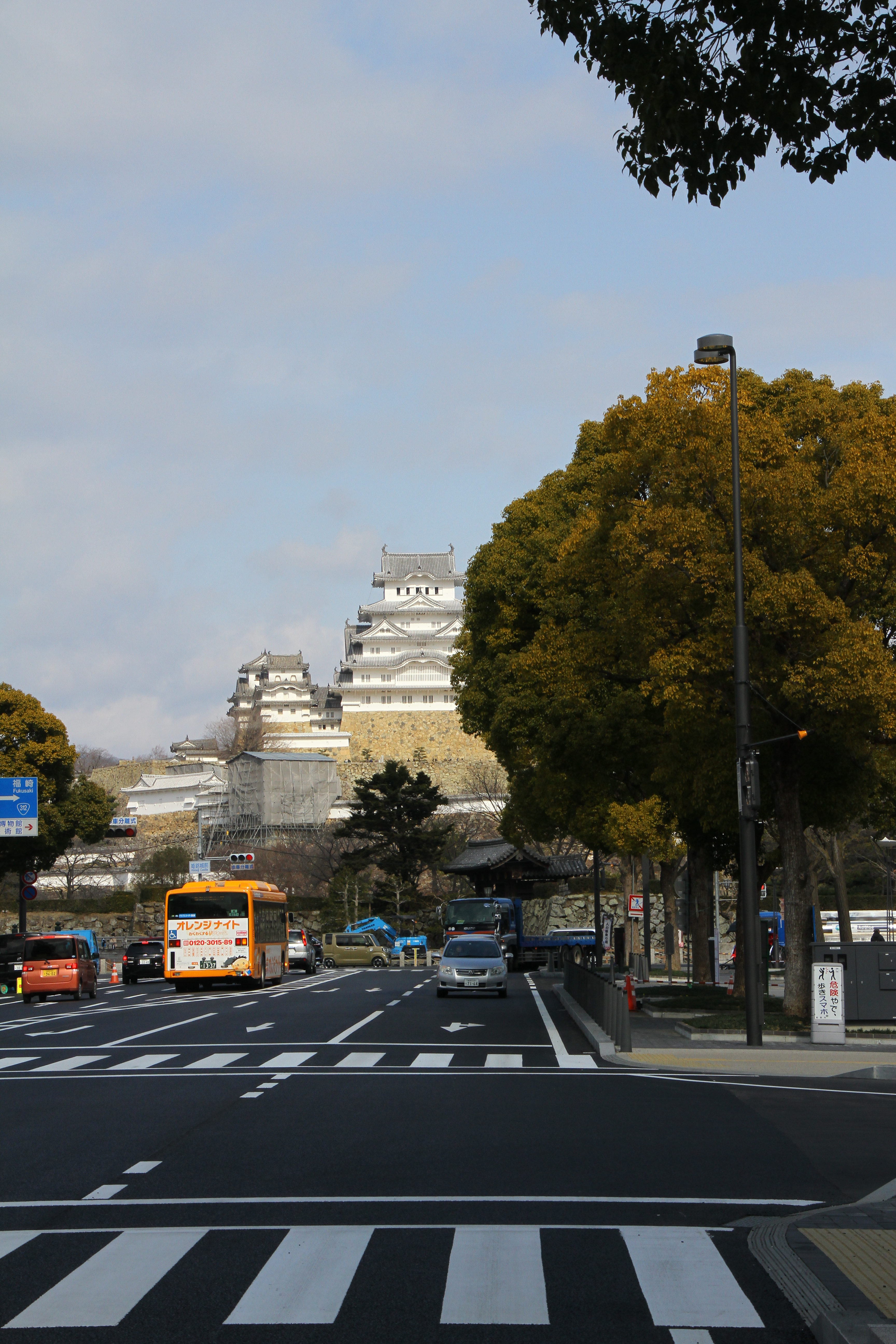
Une avenue jalonnée par des sculptures.
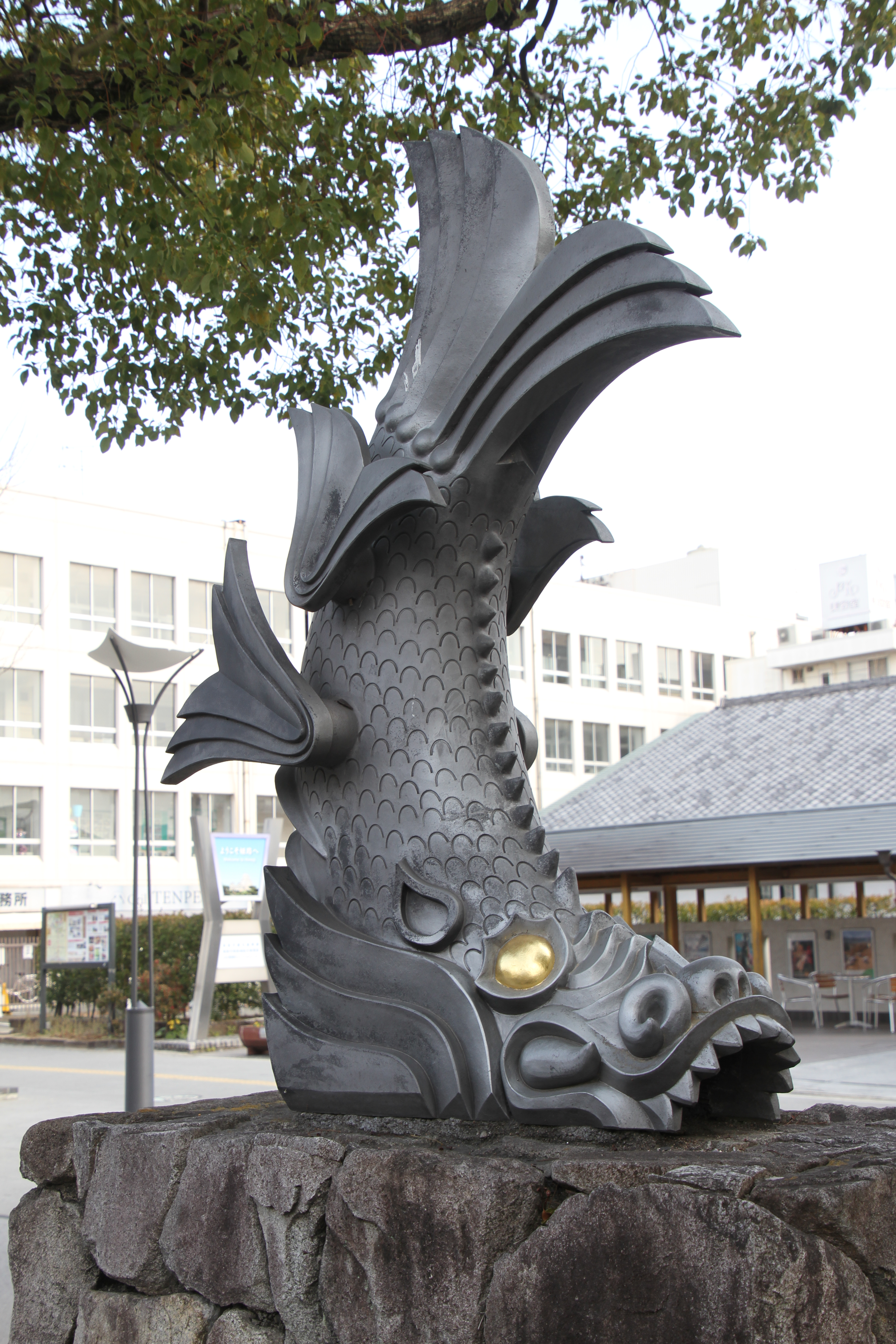
Le château, si présent, avec ce fils du dragon mythologique.

## Transports
La gare de Himeji est l'un des arrêts de la ligne Shinkansen Sanyō, à trente minutes de Shin-Osaka et à une heure de Hiroshima. Elle est également desservie par les lignes classiques Sanyō, JR Kobe, Bantan et Kishin de la JR West et les lignes principale et Aboshi de la Sanyo Electric Railway.

## Jumelages

### Jumelages internationaux
- Chantilly (France)[3]
- Charleroi (Belgique)
- Phoenix (États-Unis)
- Adélaïde (Australie)
- Curitiba (Brésil)
- Taiyuan (Chine)
- Changwon (Corée du Sud)

### Jumelages nationaux
- Matsumoto, préfecture de Nagano
- Tottori, préfecture de Tottori

### Jumelage avec d'autres châteaux
Le château de Himeji est jumelé à :
- Château de Chantilly (France)

## Personnalités liées à la ville
- Mikinosuke Kawaishi (1899-1969), judoka japonais (10e dan) et pionnier du judo en France.
- Rinzō Shiina (1911-1973), écrivain né à Himeji
- Tadashi Sugimata (1914-1994), peintre japonais né à Himeji
- Kenzo Takada (1939-2020), styliste, fondateur de la marque Kenzo, né à Himeji.

## Galerie

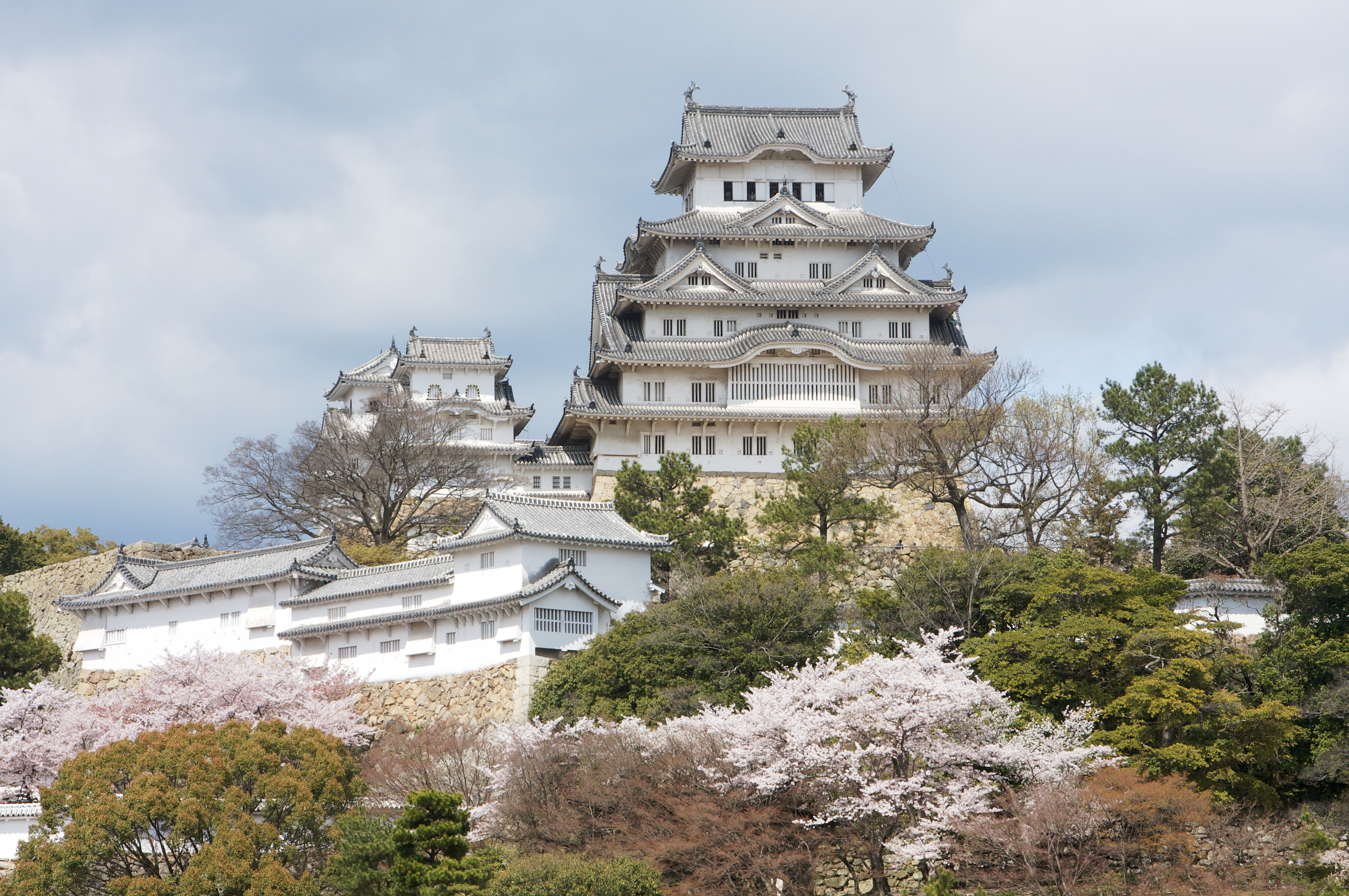
Le château de Himeji, emblème de la ville.
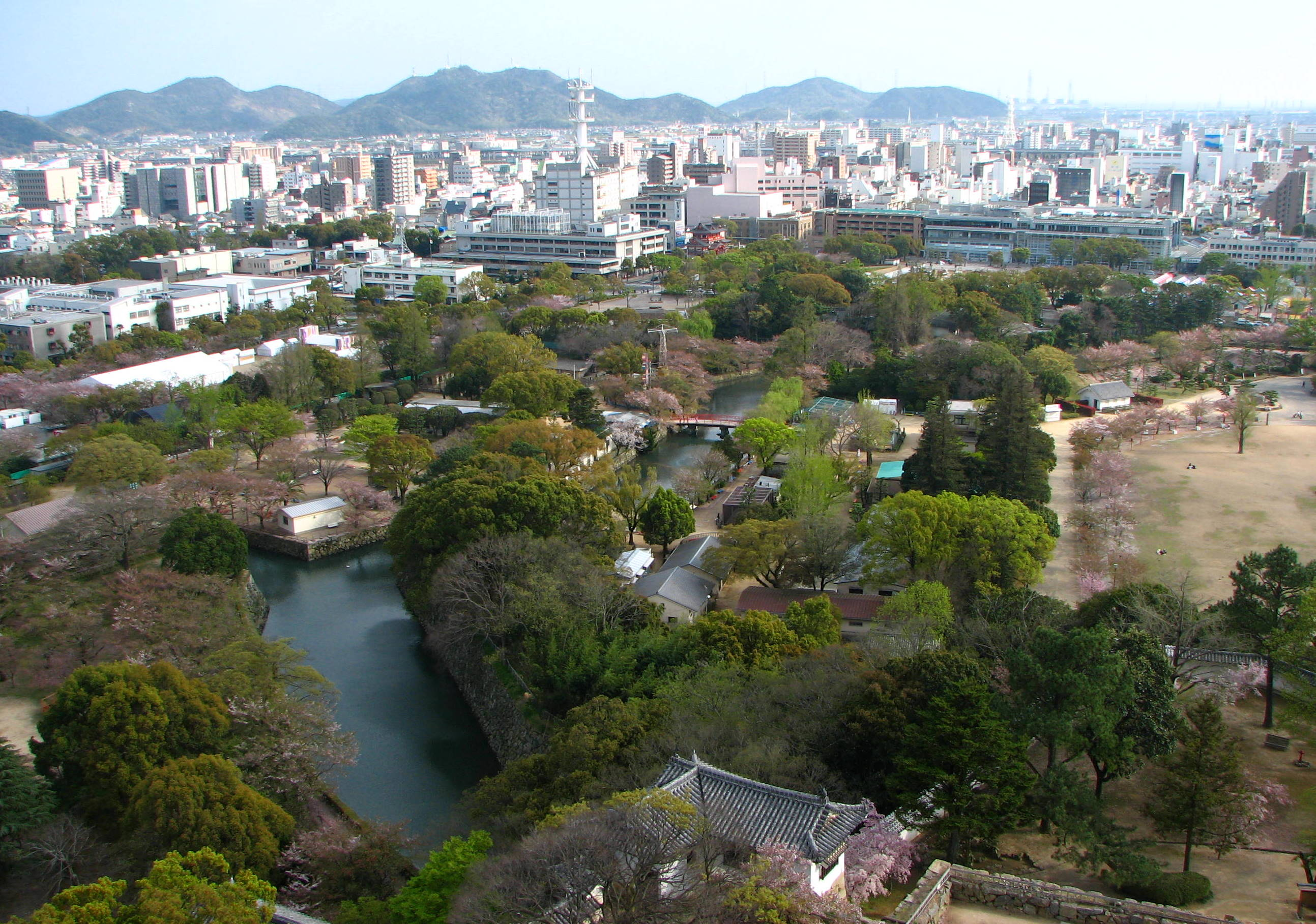
Parc zoologique Shiromidai.
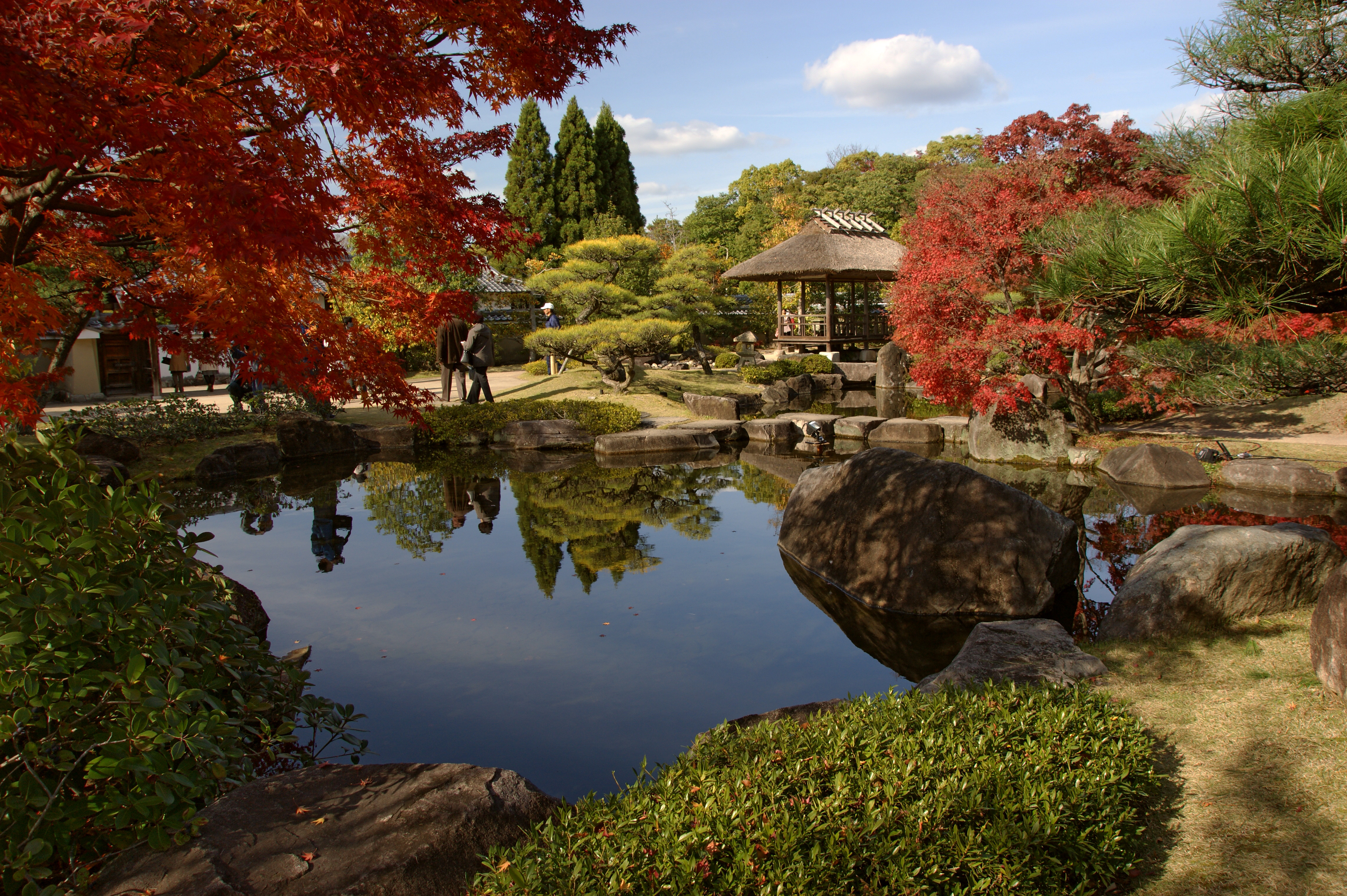
Kōko-en (ja) (好古園).
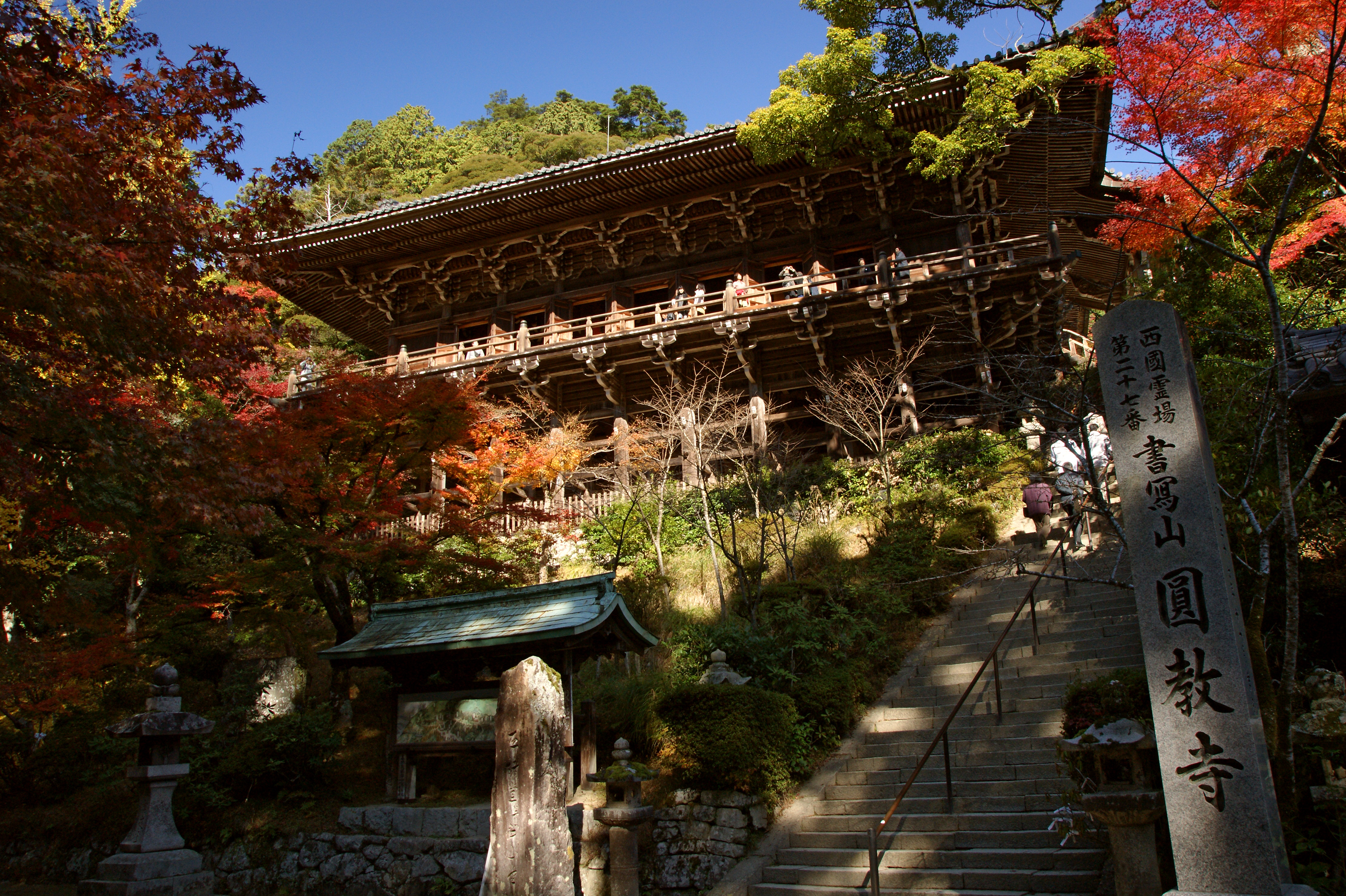
Temple Engyō.
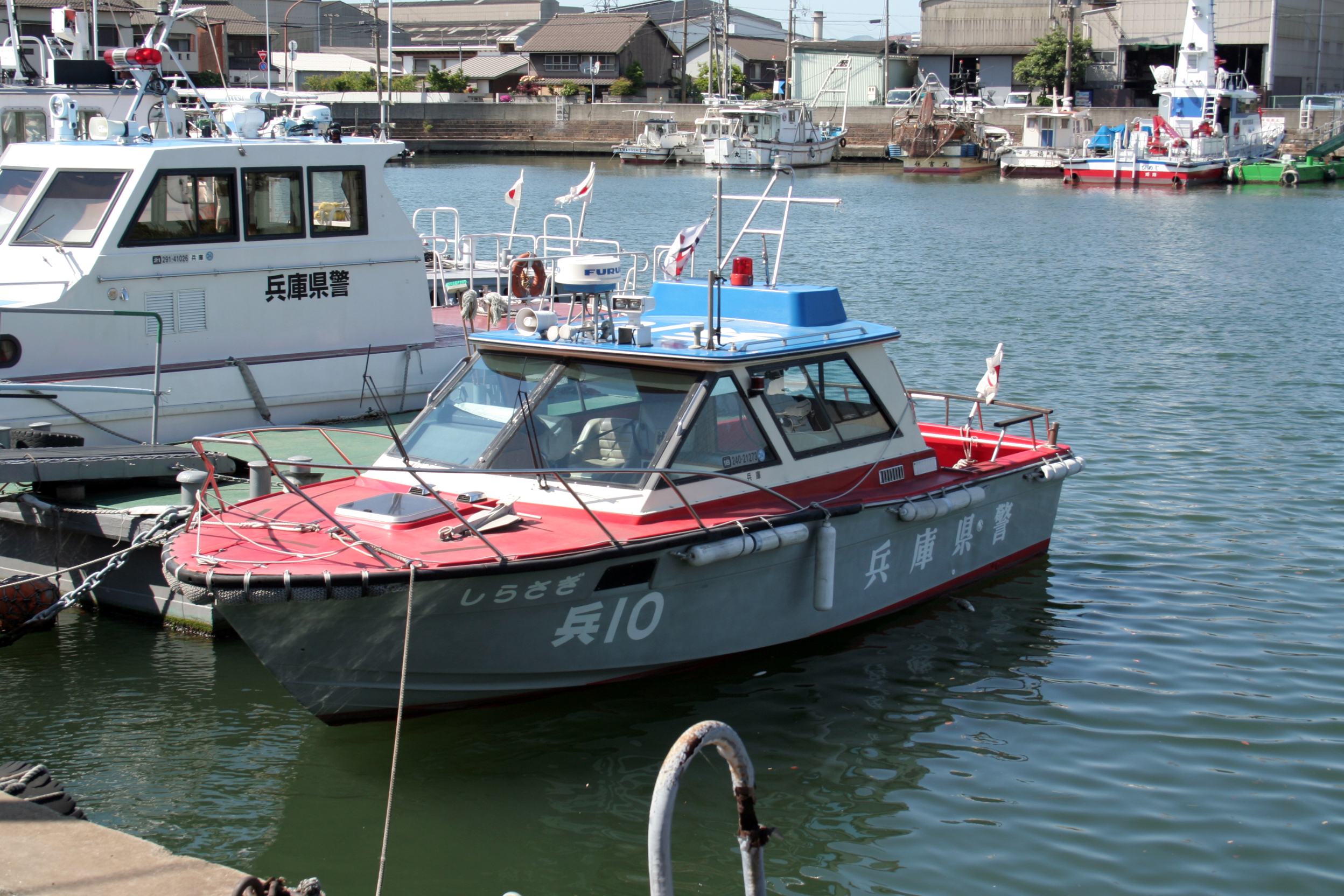
Port de plaisance.
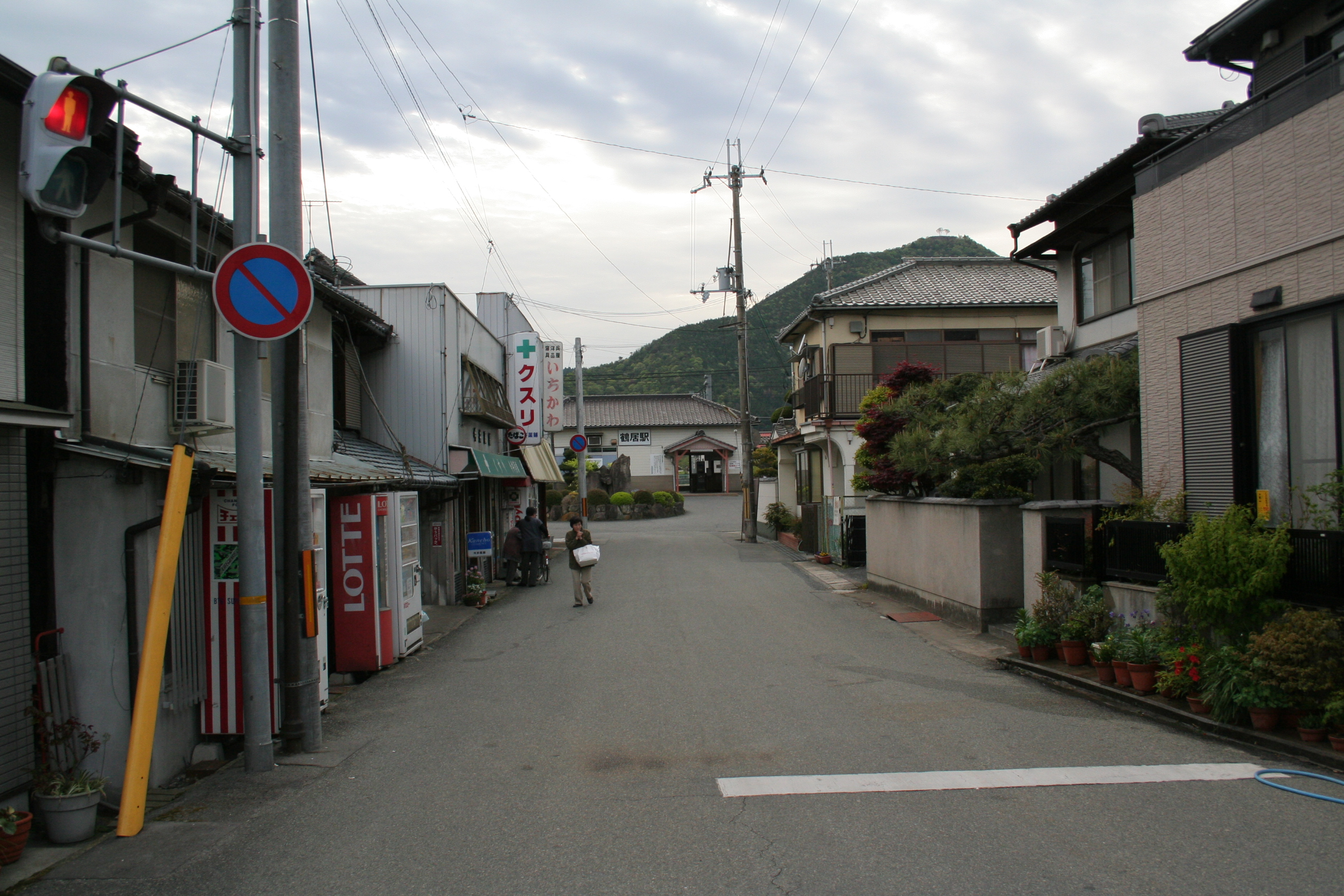
Quartier près de la gare Tsurui.
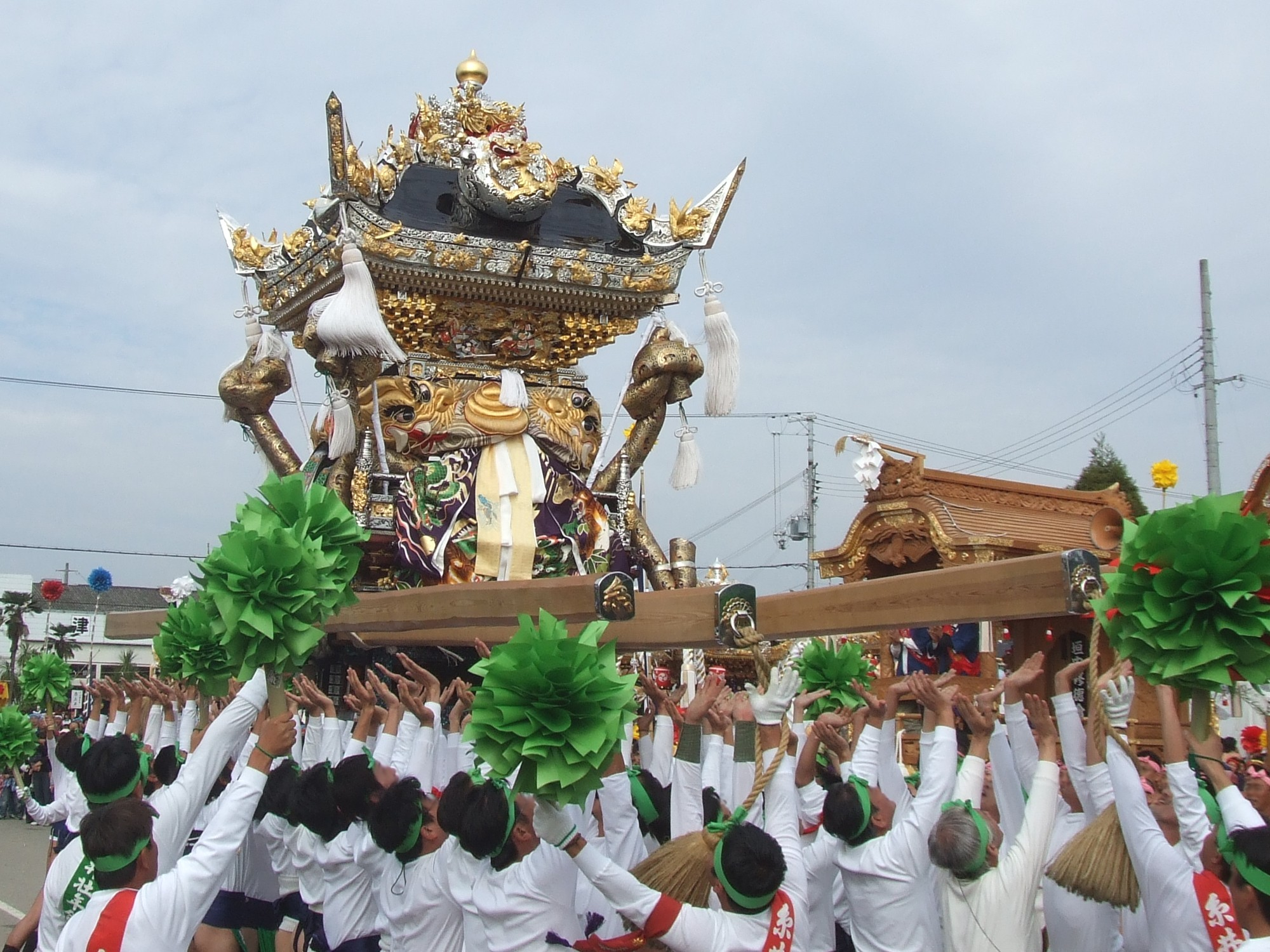
Nada no henka matsuri, festival d'automne de Himeji.
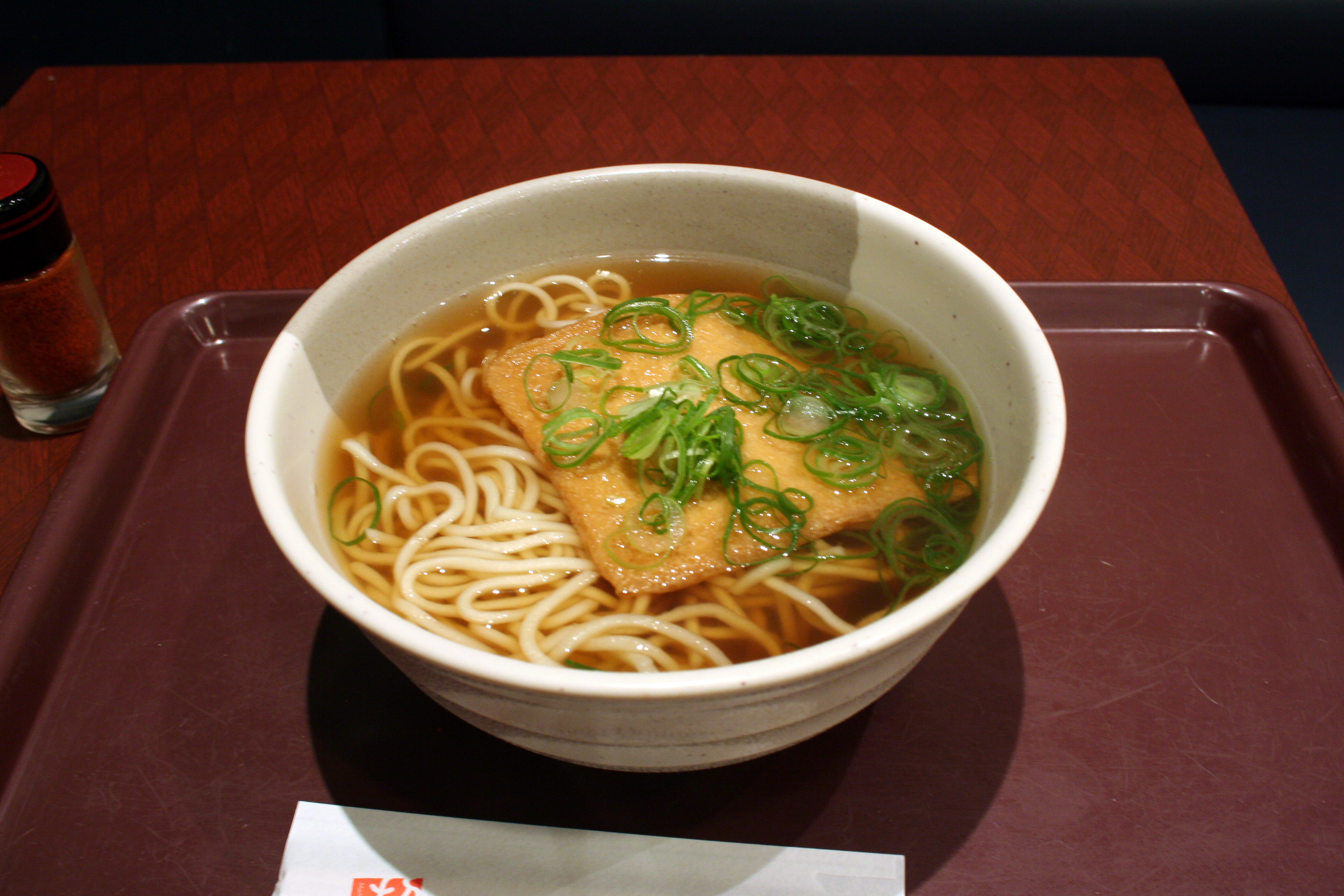
Spécialité gastronomique locale : ekisoba de Himeji.
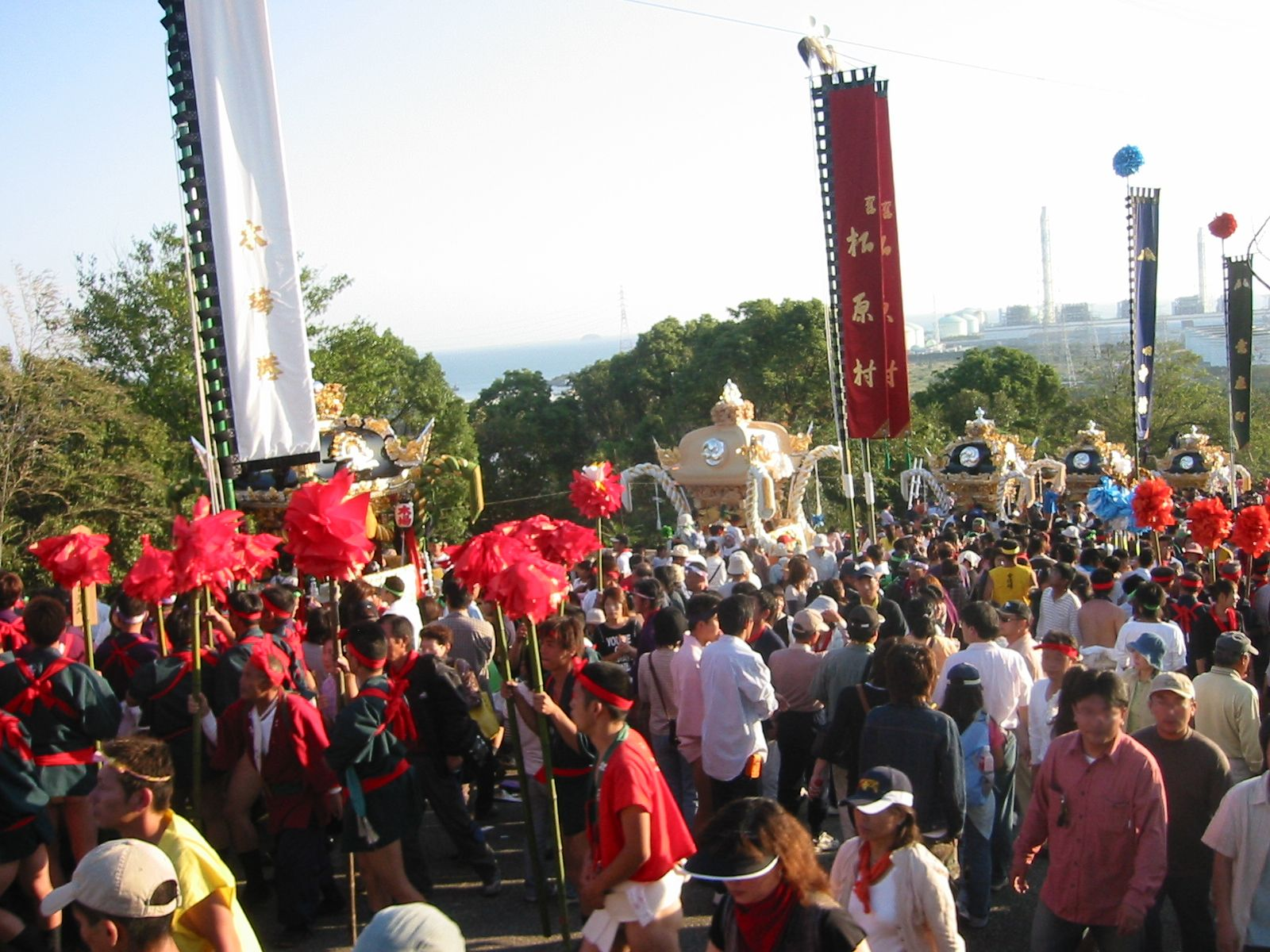
Festival de lutte du front de mer (Nada no henka matsuri), manifestation annuelle d'octobre.